# Csehszlovákizmus
A csehszlovákizmus egy 19. századi mozgalom, melynek célja a cseh és a szlovák nemzet egyesítése volt egy államban. Rokonságot mutat a nacionalizmussal de az önálló nemzetállam kívánalma nélkül egy közös csehszlovák nemzetállam megteremtése a célja ezért konnacionalista mozgalomnak tekinthető. Ez a mozgalom egyben irredentizmus is. Mivel a területi igényeket a Nagymorávia történeti jogi címén kívánja érvényesíteni.

## Nagymorávia
Néhány szlovák szerző „Nagy Szlovák Birodalom”ról („Veľkoslovenská ríša”) beszél és az országot a mai Szlovákia elődjének tekinti. Ez a meghatározás a történészek körében azonban általában nem elfogadott. A történészek egyetértenek abban, hogy a 9. században még nem alakultak ki a szláv nemzetek, mivel a közép-európai szláv törzsek nyelve és kultúrája még alig különbözött egymástól.
A szláv népesség kultúrája azonban a birodalom bukását követően sem merült feledésbe, melyre való hivatkozással majd a 18. században újraéled a cseh és szlovák nemzettudat és nemzeti mozgalom.

## Képviselői
Cseh és szlovák politikusok, költők a csehszlovák állam megalkotói, hívei:
- Ján Kollár
- Ľudovít Štúr
- Milan Rastislav Štefánik
- Edvard Beneš
- Tomáš Garrigue Masaryk